# Port lotniczy Matsumoto
Port lotniczy Matsumoto (jap. 松本空港 Matsumoto Kūkō) – międzynarodowy port lotniczy położony w Matsumoto, w Prefekturze Nagano na wyspie Honsiu, w Japonii. 

## Linie lotnicze i połączenia

### Krajowe
- Japan Airlines - do Sapporo (w sezonie).
- Japan Air Commuter - do Ōsaki, Fukuoki, Sapporo.

## Dojazd
Lotnisko ma połączenie autobusowe z Terminalem Autobusowym w centrum Matsumoto (przy dworcu kolejowym). Linię obsługuje Asahi koszt 540 yenów.